# Семён Константинович (князь оболенский)
Семён Константинович Оболенский (1368—после 1380) — удельный князь оболенский. Старший из троих сыновей князя Константина Оболенского, один из многочисленных князей Оболенских, служивших московским князьям.
В 1368 году после гибели отца и захвата удела литовцами вместе с братьями Иваном и Андреем ушёл на службу в Москву к Дмитрию Ивановичу (в будущем Донскому). Вместе с братом Иваном в 1375 году  участвовал в походе на Тверь, а в 1380 году участвовал в Куликовской битве.
Имя супруги неизвестно, сведений о детях не сохранилось.